# Giani Esposito
Pour les articles homonymes, voir Esposito.
Giani Esposito, né le 23 août 1930 à Etterbeek (Belgique) et mort le 1er janvier 1974 à Neuilly-sur-Seine (France), est un auteur-compositeur-interprète de chansons, acteur et poète français.

## Biographie
Giani Esposito naît à Etterbeek, commune de l'agglomération bruxelloise (Belgique),  d’une mère française et d’un père italien.
Acteur de formation, on le voit essentiellement, depuis ses débuts dans les années 1950 et jusque dans les années 1970 et a tourné sous la direction de réalisateurs  comme Jean Renoir, Luis Buñuel, André Cayatte, Pier Paolo Pasolini ou en jouant dans des films d'auteurs comme Alexandre Astruc, Pierre Kast, Jacques Rivette, René Wheeler, Ivan Govar, Roger Leenhardt.
Il vient à la chanson en 1952 et passe dans des cabarets comme La Rose rouge et L'Écluse où il interprète des chansons étranges, teintées de mysticisme, comme le titre Souvenirs d'enfance d'un barbare ou la descente en ville. Le succès arrive en 1959 avec sa chanson Le Clown (titrée Le clown ou Les clowns selon les versions).
En 1958, il vit avec Michèle Mercier alors âgée de 19 ans, dont il est le premier amant. Elle le quitte pour un Américain, André Smagghe, qu'elle finira par épouser.
En 1959, il fait la connaissance de l'actrice Pascale Petit lors du Festival de Moscou. Ils se marient pendant le tournage d’Une fille pour l'été. La chanteuse Douchka Esposito, née en 1963, est leur fille.
En 1971, il rencontre Ersie Pittas, nièce du metteur en scène grec Michel Cacoyannis, qui étudie à Paris l'histoire de l'art et la danse, et qui fait partie de la Jerome Andrews Dance Company,. Il quitte Sèvres, où il résidait avec son épouse Pascale Petit et les deux filles de Pascale dont Douchka Esposito, sa propre fille, pour s'installer avec Ersie Pittas dans un studio à Saint-Germain-des-Prés.
Ils montent un spectacle dans lequel lui dit des poèmes et chante tandis qu’elle danse et l’accompagne en jouant de divers instruments à percussion. Au printemps 1972, ils sont en tournée en France. La tournée, interrompue en décembre pour 15 jours de congé, reprend en janvier 1973 et passe notamment par Lille.  
Atteint d’une tumeur du cerveau,, il meurt le 1er janvier 1974 à Neuilly-sur-Seine (Hauts-de-Seine). Il est enterré au cimetière du Centre à Nanterre.

## Témoignages
- Marina Vlady[15] : « Giani Esposito, acteur-poète passionné et délicat, me donne la réplique ; il m'enchante par ses mélodies susurrées d'une petite voix bouleversante. »[16]
- Gilles Schlesser[17],[18] : « Giani Esposito fait partie de ces figures mythiques et confidentielles qui ont traversé les années 50-60 sur la pointe des pieds. Son physique de beau ténébreux, associé à un charme mystérieux, lui vaudra de tourner, entre 1953 et 1955 dans des films de Cayatte, Buñuel ou Astruc. Éclectique, curieux de toute expression créative, Giani Esposito se lance dans la chanson en 1952. « Peut-on, du reste, qualifier de « chansons » les textes étranges, décalés, qu'il psalmodie au hasard de ses auditions, dans les cabarets d'une rive gauche inféodée au dogmatisme des chapelles littéraires ? La chanson, lui répète-t-on, se doit de respecter des codes, des conventions. Il éveille néanmoins la curiosité de Nico Papatakis puis de Léo Noël et peut enfin se faire entendre à La Rose rouge, à L'Écluse, devant un public attentif. […] La voix d'Esposito, lacérée entre aigu et grave, s'imposait à tous dans sa beauté formelle. Une voix à hauteur d'homme qui rendait plus dérisoires encore les toquades de la radio nationale pour les niaiseries franchouillardes de l'époque[19]. » Giani Esposito sera un fidèle de L'Écluse, interprétant parfois Le Clown sans soutien musical. […] Il s'accompagne souvent au tam-tam ou en tapotant simplement au dos d'une chaise. Complaintes méditatives, mélopées lancinantes, tendresse désespérée… Esposito a laissé un souvenir magique par son talent tout en rigueur et dépouillement. Le Clown, À titre posthume ou Un noble rossignol, chantés par une voix incomparable, donnaient le frisson ».

## Filmographie

### Cinéma
- 1951 : Maître après Dieu de Louis Daquin : un passager juif
- 1951 : Ma femme est formidable d'André Hunebelle : le barman de l'hôtel
- 1951 : Nez de cuir d'Yves Allégret : un jeune invité
- 1952 : Agence matrimoniale de Jean-Paul Le Chanois
- 1953 : Mon mari est merveilleux d'André Hunebelle : un journaliste
- 1953 : Cent francs par seconde de Jean Boyer : un cheminot en grève
- 1953 : La Môme vert-de-gris de Bernard Borderie : le capitaine du bateau
- 1954 : Quai des blondes de Paul Cadéac : un tueur
- 1954 : Huis clos de Jacqueline Audry : Diego
- 1954 : Les femmes s'en balancent de Bernard Borderie : un joueur de poker
- 1954 : Cadet Rousselle d'André Hunebelle : Monseigneur
- 1955 : French Cancan de Jean Renoir : le prince Alexandre
- 1955 : Cela s'appelle l'aurore de Luis Buñuel : Sandro Galli
- 1955 : Le Dossier noir d'André Cayatte : Jean de Montesson
- 1955 : Les Mauvaises Rencontres d'Alexandre Astruc : Pierre Jaeger
- 1955 : Les Hussards d'Alex Joffé : Pietro
- 1956 : Pardonnez nos offenses de Robert Hossein : Vani
- 1957 : Reproduction interdite (Meurtre à Montmartre) de Gilles Grangier : Claude Watroff
- 1958 : Les Misérables (1re et 2e époques) de Jean-Paul Le Chanois : Marius
- 1960 : Le Bel Âge de Pierre Kast : Claude
- 1960 : Paris nous appartient de Jacques Rivette : Gérard Lenz
- 1960 : Normandie-Niémen de Jean Dréville et Damir Viatitch-Berejnykh : Lemaître
- 1960 : Vers l'extase de René Wheeler : Jérôme
- 1961 : La Croix des vivants d'Ivan Govar : Yan
- 1961 : On a volé la mer, court métrage de Jean Salvy : l'exilé
- 1964 : Jean-Marc ou la Vie conjugale, 1er volet du diptyque La Vie conjugale d'André Cayatte : Ettore
- 1964 : Françoise ou la Vie conjugale, 2e volet du diptyque La Vie conjugale d'André Cayatte : Ettore
- 1966 : Tonnerre sur l'océan Indien (Il grando colpo di Surcouf) de Sergio Bergonzelli et Roy Rowland : Napoléon
- 1971 : Le Décaméron (Il Decameron) de Pier Paolo Pasolini

### Télévision
- 1957 : L'Équipage au complet, téléfilm de Claude Loursais : l'officier-interprète
- 1958 : Adélaïde, téléfilm de Philippe Ducrest : Frédéric de Rubeck
- 1961 : Les Deux Orphelines, téléfilm de Youri : Roger
- 1964 : Le Médecin malgré lui, téléfilm de François Gir : Léandre
- 1964 : Une fille dans la montagne, téléfilm de Roger Leenhardt : Mestret
- 1966 : Le train bleu s'arrête 13 fois, série télévisée, épisode Monaco : non-lieu de Yannick Andréi : Patrick
- 1966 : Gerfaut, série télévisée de François Gir : Gerfaut
- 1966 : Antony de Jean Kerchbron : Antony
- 1967 : Les Amoureux, téléfilm de Jean-Paul Roux
- 1967 : Malican père et fils, série télévisée, épisode Les Trois Voyages de François Moreuil : Michel
- 1967 : Le Chevalier Tempête, série télévisée de Yannick Andréi : Mazarin
- 1967 : Marion Delorme, téléfilm de Jean Kerchbron : Didier
- 1968 : Karine, téléfilm de Claude Deflandre : Michel
- 1968 : Le comte Yoster a bien l'honneur (Graf Yoser gibt sich die Ehre), série télévisée d'Imo Moszkowicz (de), épisode Hinter den Kulissen : Mario Cortese
- 1968 : La Dame fantôme de François Gir : Don Manuel
- 1969 : Tout pour le mieux, téléfilm de Jeannette Hubert : Flavio Gualdi
- 1969 : Sainte Jeanne, téléfilm de Claude Loursais
- 1969 : Le Service des affaires classées, série télévisée, épisode Cette pauvre Gertrude de Yannick Andréi : Marc Andillon
- 1969 : Le Cœur cambriolé, téléfilm de Lazare Iglesis : Franz Marertens
- 1972 : La Cerisaie, téléfilm de Stellio Lorenzi : Tofimov
- 1973 : Le Provocateur, série télévisée de Bernard Toublanc-Michel : Pierre Valonne
- 1973 : La Maîtresse de Jules Renard, réalisation François Gir : le conteur

## Théâtre
- 1951 : Nausicaa du Mackenzie de Tania Balachova et Georges Arest d'après Maurice Constantin-Weyer, mise en scène Tania Balachova, Studio des Champs-Élysées : Castor
- 1952 : Doña Rosita ou le Langage des fleurs de Federico García Lorca, mise en scène Claude Régy, Théâtre de l'Œuvre
- 1958 : La Cathédrale de cendres  de Berta Dominguez D., mise en scène Abel Gance, Théâtre de l'Alliance française
- 1962 : Polyeucte de Corneille, mise en scène Bernard Jenny, Théâtre du Vieux-Colombier : Polyeucte
- 1964 : Le Bal de lieutenant Helt de Gabriel Arout, mise en scène Jean-Pierre Grenier, Théâtre des Célestins, Lyon : le lieutenant Ralf Helt
- 1969 : Mon destin moqueur de Léonide Maliouguine, d'après la correspondance de Tchekhov, mise en scène André Barsacq, Théâtre Hébertot : Anton Tchekov

## Publications

### Auteur
- Vingt-deux instants : Omphalos (poèmes), Paris, Librairie Saint-Germain-des-Prés, 1970, 60 p. (BNF 34697349)
- Le Tisseur de voiles (poèmes), Reims, supplément au bulletin no 36 de la Maison de la culture André Malraux, 1971, 12 p. (BNF 39765379)
- En cette fête du combat (poèmes), Paris, Librairie Saint-Germain-des-Prés, 1973, 54 p. (BNF 35205478)
- Amoureux et Savants : dites, qu'est-ce que l'homme ? (Textes et chansons), Monaco, Éditions du Rocher, coll. « Les Poètes retrouvés », 1999, 160 p. (ISBN 978-2-268-03080-7, BNF 37008535)

### Illustrateur
- Marquis de Sade (préf. Jean-Jacques Pauvert, ill. noir et blanc par Giani Esposito), Sade, Paris, Club français du livre, 1961, 736 p.Œuvres de Sade suivies d'un essai de Pierre Klossowski
- Marcel Aymé (ill. Giani Esposito), Enjambées, Paris, Éditions Gallimard, coll. « La Bibliothèque blanche », 1967, 186 p. (BNF 37201349)Réédition collection Folio (Gallimard)  (ISBN 2070414310)
- André Dhôtel (ill. Giani Esposito), L'enfant qui disait n'importe quoi, Paris, Éditions Gallimard, 1968, 166 p.